# Hundäxingar
Hundäxingar (Dactylis, ibland stavat Dactylus) är ett växtsläkte i familjen gräs som återfinns i tempererat klimat på norra halvklotet. Den vanligaste arten i släktet är hundäxing (Dactylis glomerata). Ibland anses alla arter vara underarter av just denna art.